# Khanpur
Khanpur là một thị xã và là một nagar panchayat của quận Bulandshahr thuộc bang Uttar Pradesh, Ấn Độ.

## Địa lý
Khanpur có vị trí 28°32′B 78°03′Đ / 28,53°B 78,05°Đ Nó có độ cao trung bình là 207 mét (679 feet).

## Nhân khẩu
Theo điều tra dân số năm 2001 của Ấn Độ, Khanpur có dân số 13.741 người. Phái nam chiếm 53% tổng số dân và phái nữ chiếm 47%. Khanpur có tỷ lệ 35% biết đọc biết viết, thấp hơn tỷ lệ trung bình toàn quốc là 59,5%: tỷ lệ cho phái nam là 46%, và tỷ lệ cho phái nữ là 22%. Tại Khanpur, 19% dân số nhỏ hơn 6 tuổi.